# Simona Marchesini
Simona Marchesini (Piombino, 3 dicembre 1963) è una linguista e archeologa italiana, specializzata in etruscologia e linguistica dell'Italia preromana durante l'età del Ferro.

## Biografia
Laureata in archeologia all'Università di Pisa nel 1988, allieva di Carlo de Simone e dottore di ricerca (PhD) in linguistica comparativa e storica all'università di Tübingen nel 1995, è stata ricercatrice alla Scuola Normale Superiore di Pisa, e docente aggregato di Lingue dell’Italia Antica all'Università di Verona dal 2003 al 2012.
È membro dalla Società Italiana di Glottologia, dell'Indogermanische Gesellschaft e dell'European Association of Archaeologists (EAA) e research fellow due volte al Trinity College di Dublino tra il 2018-2019.
Nel 2009 ha fondato a Verona Alteritas - Interazione tra i popoli, associazione senza scopo di lucro riconosciuta come ente di ricerca dal MIUR nel 2015 e dalla Regione Veneto come ente che opera con continuità sui fenomeni migratori.

## Opere principali
- Studi onomastici e sociolinguistici sull'Etruria arcaica: il caso di Caere, 1997.
- (con Carlo de Simone), Monumenta Linguae Messapicae, Wiesbaden, 2002.
- (con Paolo Poccetti), Linguistica è storia: scritti in onore di Carlo De Simone, Sprachwissenschaft ist Geschichte: Festschrift für Carlo De Simone. Pisa, 2003.
- Il coppo di Bovino, 2004.
- Prosopographia Etrusca. Gentium Mobilitas, Roma, 2007.
- Le lingue frammentarie dell’Italia antica, Milano 2007.
- Quali lingue, quali popoli nell’Apulia di V e IV secolo, Ostraka, 2013, pp. 19-33.
- I rapporti etrusco/retico-italici nella prima Italia alla luce dei dati linguistici: il caso della “mozione” etrusca”, Rivista Storica di Antichità 43, 2013, pp. 9-31.
- (con Carlo de Simone), La lamina di Demlfeld, Pisa-Roma, 2013.
- Nuove iscrizioni retiche da Cles e Sanzeno (TN), in R. Roncador, F. Nicolis (a cura di), Antichi popoli delle Alpi. Sviluppi culturali durante l’età del Ferro nei territori alpini centro-orientali, Trento, 2014, pp. 127-144.
- Signacula. Analisi linguistica, in A. Buonopane, S. Braito (eds.), Instrvmenta InscrIpta V. Signacula ex aere. Aspetti epigrafici, archeologici, giuridici, prosopografici, collezionistici, Roma, 2014, pp. 69-80.
- (DE)  Über die rätische Inschrift aus Pfatten/Vadena, in Tiroler Landesmuseum Ferdinandeum, Innsbruck, Wissenschaftliches Jahrbuch des Tiroler Landesmuseums, 2014, pp. 202-217.
- (con Rosa Roncador) Monumenta Linguae Raeticae, Roma 2015.
- (EN)  (con David Stifter), Inscriptions from Italo-Celtic burials in the Seminario Maggiore (Verona), in Jacopo Tabolli (a cura di), From Invisible to Visible. New Methods and Data for the Archaeology of Infant and Child Burials in Pre-Roman Italy and Beyond, [= Studies in Mediterranean Archaeology, 149], Nicosia 2018.
- (EN)  (con Mara Migliavacca), The inscribed loom weights from Monte Loffa, Monti Lessini (Verona, Italy): can we “crack” the code?, in Textiles and Dyes in the Mediterranean Economy and Society, Purpureae Vestes VI, a cura di M.S. Busana, M. Gleba, F. Meo, A.R. Tricomi, Saragozza 2018.
- (DE)  Das Etruskische: Sprache und linguistische Stellung, in Die Etrusker, Exhibition Catalogue, Badisches Landesmuseum Karlsruhe, 16 December-1 June 2018, pp. 74-75.
- (IT) (EN)  (a cura di), Rhaeti & Co. Nuovi scenari sulla questione tirrenica, Alteritas Academy Press, Verona 2024.